# HAKI Safety AB (publ)
HAKI Safety AB, tidigare Midway Holding AB, är en industrikoncern med fokus på produkter och lösningar som är avsedda för att skydda de som arbetar på höga höjder, i begränsade utrymmen eller rör sig vid tillfälliga eller icke-stationära arbetsplatser. Koncernen har en årsomsättning om cirka 1 miljard kronor (2024) och är sedan 1989 noterad på Nasdaq Stockholm Small Cap. Huvudkontoret ligger i Malmö.
Tibia Konsult AB äger 45,1 procent av kapitalet och 53,5 procent av rösterna i HAKI Safety.

## Historik

### Midway Holding 1989-2023
Midway Holding bildades 1989 när ett antal företag knoppades av från det börsnoterade konglomeratet Skåne-Gripen genom ett erbjudande till Skåne-Gripens aktieägare. Skåne-Gripens tidigare verkställande direktör Sten K. Johnson blev storägare i och agerade styrelseordförande och koncernchef för Midway Holding, vilket han fortsatte att vara till sin bortgång 2013. Han var också ägare av Tibia Konsult, bolaget som är majoritetsägare i koncernen.
Midway Holding skulle vara en diversifierad internationellt arbetande koncern som verkade inom teknik- och konsumentanknutna områden. När det ansågs mer effektivt för någon annan aktör att äga ett bolag, låg även avyttringar av enskilda bolag eller bolagsgrupper i affärsidén.  
Ett mycket stort antal bolag har haft Midway Holding som ägare under åren, till exempel teknikföretaget DORO, ljustillverkaren Asp-Holmblad, kökstillverkaren Tibro Kök och kretskortstillverkaren Eribel. Genom förvärvet av konglomeratet Prosparitas 1991 kom svenska HAKI under koncernens ägande.
Efter att under flera år avyttrat och avvecklat verksamheter för att stärka dåvarande Midway Holdings balansräkning påbörjades ett strategiarbete under 2017 som sjösattes i slutet av 2018. Den nya strategiska riktningen var: ”från konglomerat till industrialist”. Det hade konstaterats att det fanns en betydligt större långsiktig potential i att bygga en industrikoncern baserad på HAKIs systemställningar, än att fortsätta som ett konglomerat.
Flera bolag förvärvades därefter, som tillförde både produkter och en geografisk bredd till HAKI-verksamheten. Strategiomläggningen tydliggjordes i december 2023 genom att Midway Holding bytte namn till HAKI Safety.  

### HAKI
Bröderna Olle och Agne Olsson tar 1915 över sin fars smedja och bygger en ny verkstad i Sibbhult – Bröderna Olssons Mekaniska verkstad. 1956 får deras produkt HAKI Universal Arbetarskyddsstyrelsens första typgodkännande. 1968 namnändras företaget till HAKI-produkter AB och knappt tio år senare säljer ägarfamiljerna företaget till Beijerägda Sponsor AB, som i sin tur säljer det vidare 1986 till Industri AB Österlen. Samtidigt ändras namnet till HAKI AB. Fyra år senare, 1990, förvärvas Industri AB Österlen av Prosparitas, som förvärvas av Midway Holding 1991.  

### HAKI Safety 2023-
Den strategi som sjösattes i slutet av 2018 innebar en renodling av koncernen och de kvarvarande bolagen i portföljen avyttrades. Affärsidén om ett diversifierat spritt ägande upphörde till förmån för HAKI och förvärvade bolag verksamma med produkter och lösningar som är avsedda för att skydda de som arbetar på höga höjder, i begränsade utrymmen eller rör sig vid tillfälliga eller icke-stationära arbetsplatser.
Från 2019 har flera bolag förvärvats:
- Span Access Solutions[3] (2019), Storbritannien: egenutvecklad upphängd plattform som kan användas vid broreparationer eller fartygsbyggen
- Vertemax[4] (2021), huvudkontor i Storbritannien och kontor i Kanada och Slovenien: kant- och fallskydd, trappor, broar och avspärrningslösningar
- Novakorp Systems[5] (2022), Frankrike: räckesnät och skyddsskärmar, trappsystem och spagettimattor
- EKRO Bausystem[6] (2022), Österrike: systemställningar, hissar och räckesnät
- Semmco[7] (2024), Storbritannien: specialutvecklade arbetsplattformar till flygplan och tåg
- Trimtec[8] (2025), Sverige: återförsäljare av Trimbles precisionsinstrument för bland annat lantmäteri och kartläggning

## Verksamhet
HAKI Safety erbjuder produkter och lösningar inom arbetsplatssäkerhet, systemställningar och samt digitala och tekniska lösningar. Den operativa organisationen utgörs av tre affärsområden: Work Zone Safety, Scaffolding Systems och Digital Solutions.
- Work Zone Safety: arbetsplatssäkerhet med produkter såsom skyddsskärmar, kantskydd, fallskydd, arbetsplattformar som möjliggör säkert och effektivt underhåll av exempelvis flygplan och tåg men också byggnation och underhåll av kommersiella byggnader och infrastrukturer som broar och tunnlar. I affärsområdet ingår varumärkena HAKI, EKRO och Semmco.
- Scaffolding Systems: med produkter som system- och ramställningar, väderskydd, trappsystem, brosystem med mera. Försäljningen sker till projekt främst inom energi, infrastruktur, industri och bygg och anläggning. I affärsområdet ingår varumärket HAKI.
- Digital Solutions: erbjuder köp och uthyrning av Trimbles precisionsinstrument för lantmäteri, kartläggning och så kallad Reality Capture. Försäljning sker till projekt främst inom infrastruktur, industri samt bygg och anläggning. I affärsområdet ingår verksamheterna Norgeodesi och Trimtec.

HAKI Safety har fem egna produktionsanläggningar: i Sibbhult, Sverige, Krieglach, Österrike, Eger, Ungern, Woking, England samt Arlington, Texas, USA. Dessa anläggningar kompletteras med kontraktstillverkning samt handelsvaror från tredje part.
Antal anställda uppgår till cirka 350 (2024). 